# 劉伯
劉 伯（りゅう はく、生没年不詳）は、中国の戦国時代末期から秦末期にかけての人物。伯は字で、諱は不詳。諡号は武哀侯（のち武哀王）。子は羹頡侯劉信。
劉太公・劉媼夫妻の長男。劉喜・劉邦の兄。劉交の異母兄。
若くして亡くなったため、その人となりについては全くと言っていいほど伝わっていない。しかし、その妻（劉邦の嫂）は劉邦とは相当折り合いが悪かったらしい。
劉邦が沛県泗水亭で亭長をしていた時期の或る日、劉邦が実家に友人を大勢連れて来たが、嫂（劉伯の妻）は、手に持っていた鍋の底をガリガリ（頡）と聞こえよがしに擦って、何も出さなかった。後で、劉邦がこの鍋の中を見ると羹が残っていたと言う。
時は流れ、劉邦が楚漢戦争で項羽を破り皇帝となると、一族功臣に爵位や領地を与えたが、劉伯の遺児である劉信だけには何の音沙汰も無かった。これを不憫に思った劉太公が劉邦に彼のことを口添えした。すると、劉邦は、「お父上に申されなくとも、私はそのくらいのことはわかっておりますよ。でも、あの子の母（前述の嫂）は長者ではないので、爵位も領地も与えたい気持ちがしないのです」と、答えたと言う。
しかし、劉太公の度重なる口添えが功を奏したか、劉伯の遺児の劉信にも爵位が与えられたが、その称号は「羹頡侯」（かんかつこう）。羹頡は、羹の入った鍋を擦るの意味であり、かつて劉伯の妻が劉邦に対してした行為を、露骨にあてこすっていた。劉邦は嫂から受けた仕打ちを終始、忘れることはなかったのである。もうひとりの兄である劉喜とその子の劉濞に対する厚遇とは正反対であった。